# BMW Malaysian Open 2013 - Qualificazioni singolare
Le qualificazioni del singolare  del BMW Malaysian Open 2013 sono state un torneo di tennis preliminare per accedere alla fase finale della manifestazione. I vincitori dell'ultimo turno sono entrati di diritto nel tabellone principale. In caso di ritiro di uno o più giocatori aventi diritto a questi sono subentrati i lucky loser, ossia i giocatori che hanno perso nell'ultimo turno ma che avevano una classifica più alta rispetto agli altri partecipanti che avevano comunque perso nel turno finale.

## Teste di serie
1. Luksika Kumkhum (Qualificata)
2. Akgul Amanmuradova (Qualificata)
3. Chanel Simmonds (Qualificata)
4. Monique Adamczak (ultimo turno)
5. Erika Sema (ultimo turno)
6. Qiang Wang (Qualificata)

1. Ljudmyla Kičenok (primo turno)
2. Nadežda Kičenok (ultimo turno)
3. Nudnida Luangnam (Qualificata)
4. Arina Rodionova (ultimo turno)
5. Junri Namigata (ultimo turno)
6. Ana Savić (ultimo turno)

## Qualificate
1. Luksika Kumkhum
2. Akgul Amanmuradova
3. Chanel Simmonds

1. Nudnida Luangnam
2. Zarina Dijas
3. Qiang Wang

## Tabellone

### Legenda
| - Q = Qualificato - WC = Wild card - LL = Lucky loser | - ALT = Alternate - SE = Special Exempt - PR = Protected Ranking | - w/o = Walkover - r = Ritirato - d = Squalificato |

### 1ª sezione
|  | Primo turno | Primo turno     | Primo turno     | Primo turno | Primo turno |  |  | Ultimo turno | Ultimo turno    | Ultimo turno    | Ultimo turno | Ultimo turno |  |
|  |             |                 |                 |             |             |  |  |              |                 |                 |              |              |  |
|  | 1           | Luksika Kumkhum | Luksika Kumkhum | 6           | 6           |  |  |              |                 |                 |              |              |  |
|  |             | Yang Zi         | Yang Zi         | 3           | 3           |  |  | 1            | Luksika Kumkhum | Luksika Kumkhum | 6            | 6            |  |
|  | WC          | Chan Hao-ching  | Chan Hao-ching  | 2           | 0           |  |  | 10           | Arina Rodionova | Arina Rodionova | 2            | 3            |  |
|  | 10          | Arina Rodionova | Arina Rodionova | 6           | 6           |  |  |              |                 |                 |              |              |  |

### 2ª sezione
|  | Primo turno | Primo turno             | Primo turno             | Primo turno | Primo turno |  |  | Ultimo turno | Ultimo turno       | Ultimo turno | Ultimo turno | Ultimo turno |  |
|  |             |                         |                         |             |             |  |  |              |                    |              |              |              |  |
|  | 2           | Akgul Amanmuradova      | Akgul Amanmuradova      | 6           | 6           |  |  |              |                    |              |              |              |  |
|  |             | Varatchaya Wongteanchai | Varatchaya Wongteanchai | 3           | 3           |  |  | 2            | Akgul Amanmuradova | 4            | 6            | 7            |  |
|  |             | Pemra Özgen             | Pemra Özgen             | 2           | 3           |  |  | 12           | Ana Savić          | 6            | 4            | 611          |  |
|  | 12          | Ana Savić               | Ana Savić               | 6           | 6           |  |  |              |                    |              |              |              |  |

### 3ª sezione
|  | Primo turno | Primo turno         | Primo turno         | Primo turno | Primo turno |  |  | Ultimo turno | Ultimo turno    | Ultimo turno | Ultimo turno | Ultimo turno |  |
|  |             |                     |                     |             |             |  |  |              |                 |              |              |              |  |
|  | 3           | Chanel Simmonds     | Chanel Simmonds     | 6           | 6           |  |  |              |                 |              |              |              |  |
|  | WC          | Theiviya Selvarajoo | Theiviya Selvarajoo | 1           | 1           |  |  | 3            | Chanel Simmonds | 6            | 3            | 6            |  |
|  |             | Rika Fujiwara       | Rika Fujiwara       | 0           | 0           |  |  | 8            | Nadežda Kičenok | 3            | 6            | 1            |  |
|  | 8           | Nadežda Kičenok     | Nadežda Kičenok     | 6           | 6           |  |  |              |                 |              |              |              |  |

### 4ª sezione
|  | Primo turno | Primo turno      | Primo turno      | Primo turno | Primo turno |  |  | Ultimo turno | Ultimo turno     | Ultimo turno | Ultimo turno | Ultimo turno |  |
|  |             |                  |                  |             |             |  |  |              |                  |              |              |              |  |
|  | 4           | Monique Adamczak | 7                | 2           | 6           |  |  |              |                  |              |              |              |  |
|  |             | Iryna Burjačok   | 6(0)             | 6           | 4           |  |  | 4            | Monique Adamczak | 7            | 3            | 1            |  |
|  |             | Chan Chin-wei    | Chan Chin-wei    | 65          | 2           |  |  | 9            | Nudnida Luangnam | 5            | 6            | 6            |  |
|  | 9           | Nudnida Luangnam | Nudnida Luangnam | 7           | 6           |  |  |              |                  |              |              |              |  |

### 5ª sezione
|  | Primo turno | Primo turno       | Primo turno       | Primo turno | Primo turno |  |  | Ultimo turno | Ultimo turno | Ultimo turno | Ultimo turno | Ultimo turno |  |
|  |             |                   |                   |             |             |  |  |              |              |              |              |              |  |
|  | 5           | Erika Sema        | Erika Sema        | 6           | 6           |  |  |              |              |              |              |              |  |
|  |             | Marta Domachowska | Marta Domachowska | 2           | 4           |  |  | 5            | Erika Sema   | Erika Sema   | 3            | 3            |  |
|  |             | Zarina Dijas      | Zarina Dijas      | 6           | 6           |  |  |              | Zarina Dijas | Zarina Dijas | 6            | 6            |  |
|  | 7           | Ljudmyla Kičenok  | Ljudmyla Kičenok  | 3           | 2           |  |  |              |              |              |              |              |  |

### 6ª sezione
|  | Primo turno | Primo turno    | Primo turno  | Primo turno | Primo turno |  |  | Ultimo turno | Ultimo turno   | Ultimo turno   | Ultimo turno | Ultimo turno |  |
|  |             |                |              |             |             |  |  |              |                |                |              |              |  |
|  | 6           | Qiang Wang     | Qiang Wang   | 6           | 6           |  |  |              |                |                |              |              |  |
|  |             | Shūko Aoyama   | Shūko Aoyama | 2           | 3           |  |  | 6            | Qiang Wang     | Qiang Wang     | 6            | 6            |  |
|  |             | Andreja Klepač | 6            | 4           | 3           |  |  | 11           | Junri Namigata | Junri Namigata | 3            | 1            |  |
|  | 11          | Junri Namigata | 1            | 6           | 6           |  |  |              |                |                |              |              |  |